# Schluchterheide
Schluchterheide ist ein Ortsteil im Stadtteil Gronau von Bergisch Gladbach.

## Geschichte
Ursprünglich ging der Name Schluchterheide aus der Gewannenbezeichnung Schluchter Wald in das Urkataster über. Das geänderte Grundwort Heide erinnert dabei an den ehemaligen Ginster-, Heidekraut- und Buschwerkbewuchs dieses Geländes. Das Bestimmungswort Schluchter leitet sich aus dem mittelhochdeutschen sluche (= Graben, Schlucht) ab und bezeichnet in Flurnamen unter anderem ein unebenes, mit Vertiefungen, Gruben und Tümpeln durchsetztes Gelände.